# 香港電台十本好書
香港電台十本好書是一個由香港電台舉辦的閱讀推廣計劃，每年邀請10位香港各界知名人士，為聽眾推介他們認為值得閱讀的好書，並分享其閱讀心得。首屆於1986年7月5日至9月9日舉行，由利通圖書有限公司協辦。當時名為「十本好書——1986中文課外書籍推薦計劃」，以介紹課外書予學生為主。香港電台有製作電台節目介紹選出的十本好書，並舉辦問答遊戲提高讀者對書籍的興趣。
1986年至1993年期間，香港電台曾舉辦六屆「十本好書」（1991年及1992年停辦），1999年則是第七屆。
2005年的香港電台十本好書，亦增設電視節目，在兩間免費電視台及香港電台網頁播出。
2006年後為進一步推動優質閱讀及表揚優秀的中文書籍而改為香港書獎。

## 1986年十本好書
1. 《紅樓夢》 曹雪芹著 亦舒推薦
2. 《傅雷家書》 傅雷著 鍾景輝推薦
3. 《鄉土中國》 費孝通著 程介南推薦
4. 《波動》 趙振開著 詹德隆推薦
5. 《二胡》 陳若曦著 范徐麗泰推薦
6. 《香港公民權益手冊》 社區組織協會編撰 李柱銘推薦
7. 《為甚麼我不敢告訴你我誰》包約翰著 崔菱譯 譚王䓪鳴推薦
8. 《從一到無窮大》 George Gamow著 暴永寧譯 潘宗光推薦
9. 《唐詩三百首》 蘅塘居士選輯 小思推薦
10. 《梵高傳》 Irving Stone著 常濤譯 文樓推薦

## 1987年十本好書
1. 《中國文革十年史》 嚴家其、高皋著 司徒華推薦
2. 《中國美術史百題》 譚天編 高慶美推薦
3. 《再論中國》 張五常著 張五常推薦
4. 《徐復觀最後雜文集》 徐復觀著 李怡推薦
5. 《從牛頓定律到愛因斯坦相對論》 方勵之、褚耀泉著 戴明興推薦
6. 《圍城》 錢鍾書著 周梁淑怡推薦
7. 《富饒的貧困》 王小強、白南風著 周永新推薦
8. 《幹校六記》 楊絳著 戴天推薦
9. 《論語》 孔子著 李福善推薦
10. 《戲曲故事》 張曉風編 盧景文推薦

## 1988年十本好書
1. 《中國文化要義》梁漱溟著 陳坤耀教授推薦
2. 《民主不是賜予的》方勵之著 何弢先生推薦
3. 《生命的奮進》梁漱溟、牟宗三、唐君毅、徐復觀著 胡菊人先生推薦
4. 《朱元璋傳》吳晗著 王賡武先生推薦
5. 《革命之子》梁恆、夏竹麗著 周潤發先生推薦
6. 《香港政制及政治》鄭宇碩編 楊森先生推薦
7. 《鹿鼎記》金庸著 倪匡先生推薦
8. 《電腦革命》Sherry Trukle著 施奇青 譯 李忠琛先生推薦
9. 《歌劇、歌曲、華爾滋》哈罗德·C·勋伯格著 葉詠詩女士推薦
10. 《轉折點上的香港》天下雜誌編輯 李鵬飛先生推薦

## 1989年十本好書
1. 《一百分媽媽》馬以工著 周兆祥先生推薦
2. 《上海的女兒、周采芹自傳》周采芹著 袁天凡先生推薦
3. 《中國現代史》張玉法著 簡而清先生推薦
4. 《文華集》林太乙編 龍劍笙女士推薦
5. 《水滸傳》施耐庵著 鄭宇碩先生推薦
6. 《失明給我的挑戰》程文輝著 謝志偉先生推薦
7. 《生命中不能承受之輕》米德、昆德拉著 張艾嘉女士推薦
8. 《科學史上的懸案》江蘇科普創作協會、基礎科學委員會編 曹宏威先生推薦
9. 《陳之藩散文集》陳之藩著 吳靄儀女士推薦
10. 《漫畫莊子》蔡志忠著 黃宏發先生推薦

## 1990年十本好書
1. 《三國演義》羅貫中著 胡應湘先生推薦
2. 《沈從文自傳》沈從文著 侯孝賢先生推薦
3. 《穿KENZO的女人》錢瑪莉著 陳冠中先生推薦
4. 《美麗新世界》赫胥黎著 翁松燃教授推薦
5. 《站在時代的轉捩點上》沈清松著 鄭漢鈞先生推薦
6. 《過渡期的香港》鄭宇碩編 梁智鴻先生推薦
7. 《漫畫老子》蔡志忠著 盧冠廷先生、唐書琛女士推薦
8. 《劉賓雁自傳》劉賓雁著 劉慧卿女士推薦
9. 《禪學的黃金時代》吳經熊著 馮檢基先生推薦
10. 《犂耙集》農婦著 鄭仰平先生推薦

## 1993年十本好書
1. 《三色貓殺人音樂(三色貓狂死曲)》 赤川次郎著 周星馳推薦
2. 《中國大歷史》 黃仁宇著 錢果豐推薦
3. 《少年凱歌(龍血樹)》 陳凱歌著 關錦鵬推薦
4. 《世紀末的華麗》 朱天文著 詹宏志推薦
5. 《生命中不可錯過的智慧》 Robert Fulghum著 黃立生推薦
6. 《奇異的巧克力工廠》 Roald Dahl著 鄧永鏘推薦
7. 《幸福之路》 B. Russell著 楊永強推薦
8. 《物理五千年》 朱恒足著 張立綱推薦
9. 《傾城之戀》 張愛玲著 蘇童推薦
10. 《鴻: 三代中國女人的故事》 張戎著 陸恭蕙推薦

## 1999年十本好書
1. 《分成兩半的子爵》 Italo Calvino著 西西推薦
2. 《未來城》 James S Trefil著 葉國華推薦
3. 《老虎·伍茲傳奇》 John Strege著 李麗珊推薦
4. 《余純順孤身徒步走西藏》 余純順著 楊鐵樑推薦
5. 《李光耀回憶錄 1923-1965》 李光耀著 譚尚渭推薦
6. 《見證香港五十年》 周永新著 李家祥推薦
7. 《記憶像鐵軌一樣長》 余光中著 陶傑推薦
8. 《萬曆十五年》 黃仁宇著 林煥光推薦
9. 《與法有緣》 余叔韶著 余若薇推薦
10. 《激發心靈潛力》 Anthony Robbins著 黎明推薦

## 2001年十本好書
1. 《大汗之國：西方眼中的中國》 Jonathan D. Spence著 張信剛推薦
2. 《山居筆記》 余秋雨著 黃子華推薦
3. 《邊城》 沈從文著 楊瀾推薦
4. 《僧侶與哲學家：父子對談生命意義》 Jean-Francois Revel/Matthieu Richard著 毛俊輝推薦
5. 《生活簡單就是享受》 Elaine St. James著 鄭文雅推薦
6. 《時間簡史》 Stephen W. Hawking著 葉賜權推薦
7. 《安琪拉的灰燼》 Frank McCourt著 羅啟銳推薦
8. 《最後14堂星期二的課》 Mitch Albom著 梁家傑推薦
9. 《哈利波特》 J.K. Rowling著 陳慧琳推薦
10. 《赫遜河畔談中國歷史》 黃仁宇著 梁錦松推薦

## 2002年十本好書
1. 《魔戒前傳：哈比人歷險記》 J.R.R. Tolkien著 朱經武推薦
2. 《活學活用孫子兵法》 魯玉瑩編著 劉德華推薦
3. 《失竊的未來：生命的隱形浩劫》 Theo Colborn/Dianne Dumanoski/John Peterson Myers著 吳方笑薇推薦
4. 《父親鄧小平“文革”十年記：我的感情流水賬》 毛毛著 王冬勝推薦
5. 《香港老照片(第二輯)》 小思、阿濃、鄧達智著 何志平推薦
6. 《教仔俱樂部》 香港心理學會臨床心理學組 張建宗推薦
7. 《誰搬走了我的乳酪？》Spencer Johnson著 勞永樂推薦
8. 《燕子山僧傳》 朱少璋著 杜國威推薦
9. 《中國文化導讀》 葉朗、費振剛、王天有主編 鄭海泉推薦
10. 《共悟人間：父女兩地書》 劉再復、劉劍梅著 金庸推薦

## 2003年十本好書
1. 《十萬個為什麼》（地球科學篇I & II） 商務出版 廖秀冬推薦
2. 《千年一嘆》余秋雨著 蔡元雲推薦
3. 《健康忠告》洪昭光著 黃安源推薦
4. 《成功，你敢嗎？》周融著 李樂詩推薦
5. 《遍山洋紫荊》施叔青著 余光中推薦
6. 《我是謝坤山》謝坤山著 林順潮推薦
7. 《向左走，向右走》幾米著 梁詠琪推薦
8. 《邊緣回望》香港小童群益會編 胡經昌推薦
9. 《射鵰英雄傳》金庸著 柯清輝推薦
10. 《規範與對稱之美——楊振寧傳》江才健編著 丘成桐推薦

## 2004年十本好書
1. 《Good Work:When Excellence and Ethics Meet》 Howard Gardner, Mihaly Csikszentmihalyi & William Damon著 羅范椒芬推薦
2. 《半生緣》 張愛玲著 林奕華推薦
3. 《槍炮、病菌與鋼鐵—人類社會的命運》 Jared Mason Diamond著 林超英推薦
4. 《人類的音樂》 耶胡迪·梅紐因/柯蒂斯·W·戴維斯著 尊子推薦
5. 《中國短篇小說百年精華》 中國社會科學院文學研究所現代文學研究室選編 劉以鬯推薦
6. 《一分鐘激勵》 Ken Blanchard著 沈祖堯推薦
7. 《生活的藝術》 林語堂著 彭定中推薦
8. 《決策時刻》 魯道夫·朱利安尼著 陳婉嫻推薦
9. 《Why Men Lie and Women Cry》 Allan Pease & Barbara Pease著 黃秋生推薦
10. 《忠孝公園》 陳映真著 吳清輝推薦

## 2005年十本好書
1. 《The Effective Executive》 Peter Ferdinand Drucker 王永平推薦
2. 《知識分子論》 Edward W. Said著 李歐梵推薦
3. 《以塗鴉對抗填鴨》 藍劍虹著 靳埭強推薦
4. 《牧羊少年奇幻之旅》 Paulo Coelho著 方敏生推薦
5. 《在天堂遇見的五個人》 Mitch Albom著 陳智思推薦
6. 《Twenty-First Century Plague: The Story of SARS》 Thomas Abraham著 林兆鑫推薦
7. 《我的名字叫紅》 奥尔汗·帕穆克（Orhan Pamuk）著 楊千嬅推薦
8. 《帶一本書去巴黎》 林達著 張文光推薦
9. 《愛與音樂同行》 周凡夫著 閻惠昌推薦
10. 《外交十記》 錢其琛著 鄭耀棠推薦

## 2006年十本好書
- 《活著》 余華著 方敏生推薦
- 《狼圖騰》 姜戎著 何志平、廖秀冬推薦
- 《唐詩三百首》 蘅塘退士著 李怡推薦
- 《半生緣》 張愛玲著 林奕華推薦
- 《紅樓夢》 曹雪芹著 胡菊人推薦
- 《給青年的十二封信》 朱光潛著 張建宗推薦
- 《孩子寫的信》 譚家明、許淑蓉主編 陳慧琳推薦
- 《人性的弱點》 戴爾·卡耐基著 雷吟 譯 黃安源推薦
- 《我這一代香港人》 陳冠中著 黃秋生推薦
- 《小王子》 安托万·德圣埃克絮佩里著 馬振騁譯 楊千嬅推薦